# Beaumont-du-Lac
Beaumont-du-Lac é uma comuna francesa na região administrativa da Nova Aquitânia, no departamento de Alto Vienne. Estende-se por uma área de 23,91 km². Em 2010 a comuna tinha 147 habitantes (densidade: 6,1 hab./km²).